# Marion Torrent
Pour les articles homonymes, voir Torrent.
Marion Véronique Torrent est une footballeuse internationale française, née le 17 avril 1992 à Châlons-en-Champagne.
Évoluant au poste de défenseur, elle commence sa carrière professionnelle au Montpellier Hérault Sport Club en 2007 où elle évolue toujours.
Marion Torrent a deux titres dans sa carrière en équipe de jeunes, obtenus lors du Challenge de France 2009 avec son club et avec l'équipe de France des -19 ans au championnat d'Europe féminin en 2009.

## Biographie
Si elle a grandi dans la région de Marseille, Marion Torrent a fait toutes ses classes au Montpellier Hérault SC. Défenseur droit ou milieu défensif, elle a gravi tous les échelons, dès treize ans jusqu’à l’équipe première, avec laquelle elle a fait ses premiers pas en 2007 en participant à quatre rencontres de Division 1.

### En sélection
En 2009, Marion Torrent, capitaine de l’équipe de France des -17 ans parvient en finale de la Nordic Cup.
Elle compte plusieurs sélections en équipe de France (B).
Elle honore sa première sélection en équipe de France A contre le Chili (1-0), le 16 septembre 2017  au Stade Michel-d'Ornano de Caen.
Le 2 mai 2019, elle est convoquée parmi les 23 sélectionnées pour disputer la coupe du monde 2019.
Le 9 novembre 2019, pour le match de qualification du championnat d'Europe 2021 au Matmut Atlantique de Bordeaux contre la Serbie, elle honore le brassard de capitaine. La France l'emporte 6 à 0.
Elle inscrit son premier but en équipe de France le 23 septembre 2020 contre la Macédoine du Nord.
En 2022, elle participe au Championnat d'Europe qui se déroule en Angleterre.

## Statistiques et palmarès

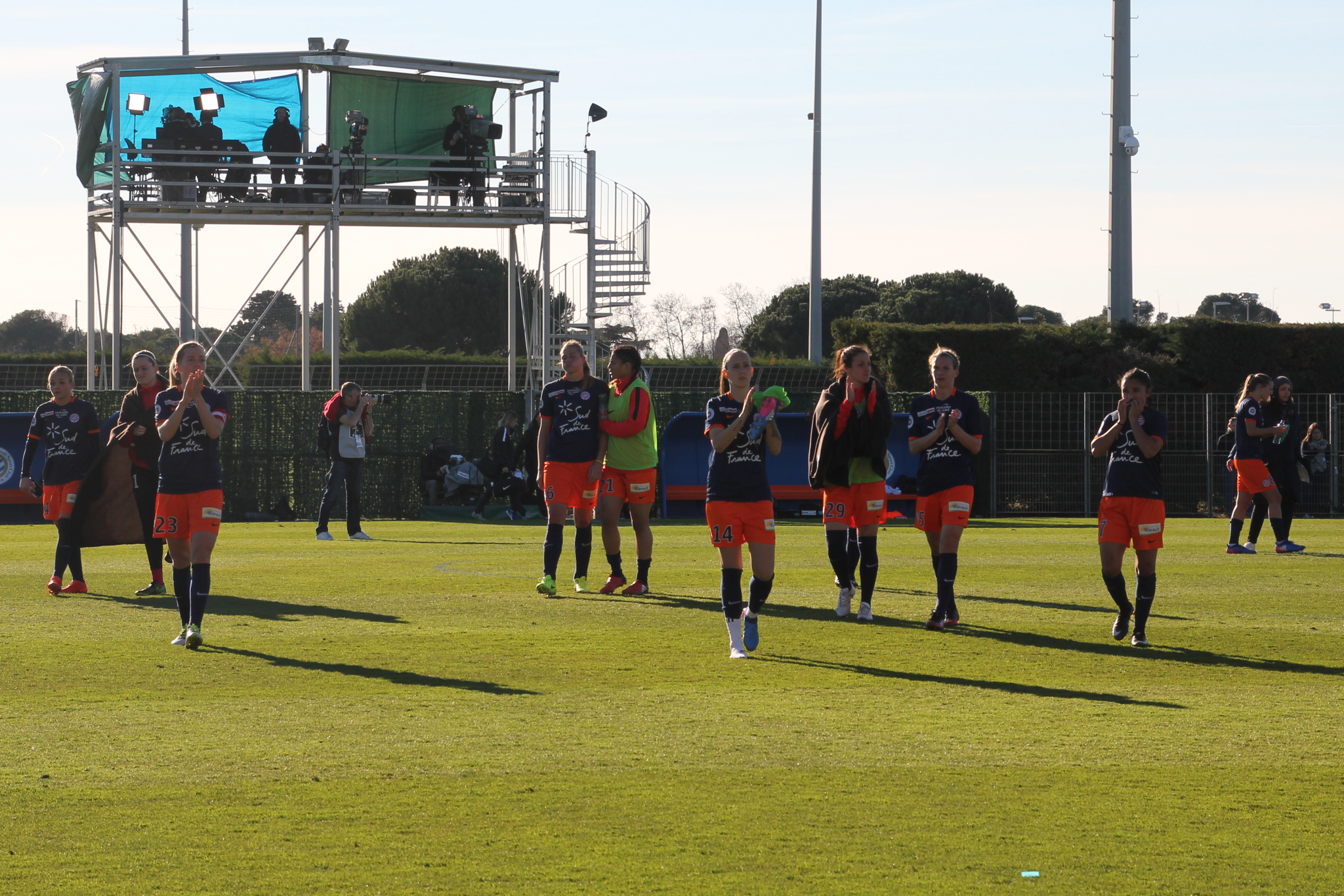
Marion Torrent (première personne à gauche, numéro 4) au Montpellier HSC en février 2017

Alors qu'elle fait sa première apparition dans le groupe professionnel à seulement 16 ans, elle ne joue qu'occasionnellement dans l'équipe première jusqu’en 2009. 
Elle remporte d'ailleurs le Challenge de France en 2009 et participe à la finale de cette même compétition en 2011 et en 2012.
| Saison                | Club                  | Championnat           | Championnat | Championnat | Coupe(s) nationale(s) | Coupe(s) nationale(s) | Compétition(s) continentale(s) | Compétition(s) continentale(s) | Compétition(s) continentale(s) | Total | Total |
| Saison                | Club                  | Division              | M.          | B.          | M.                    | B.                    | Comp.                          | M.                             | B.                             | M.    | B.    |
| 2007-2008             | Montpellier HSC       | Division 1            | 4           | 0           | -                     | -                     | -                              | -                              | -                              | 4     | 0     |
| 2008-2009             | Montpellier HSC       | Division 1            | 8           | 0           | 2                     | 0                     | -                              | -                              | -                              | 10    | 0     |
| 2009-2010             | Montpellier HSC       | Division 1            | 14          | 0           | 1                     | 0                     | C1                             | 6                              | 0                              | 21    | 0     |
| 2010-2011             | Montpellier HSC       | Division 1            | 19          | 0           | 5                     | 0                     | -                              | -                              | -                              | 24    | 0     |
| 2011-2012             | Montpellier HSC       | Division 1            | 16          | 1           | 4                     | 1                     | -                              | -                              | -                              | 20    | 2     |
| 2012-2013             | Montpellier HSC       | Division 1            | 19          | 1           | 4                     | 0                     | -                              | -                              | -                              | 23    | 1     |
| 2013-2014             | Montpellier HSC       | Division 1            | 20          | 0           | 3                     | 0                     | -                              | -                              | -                              | 23    | 0     |
| 2014-2015             | Montpellier HSC       | Division 1            | 20          | 1           | 4                     | 0                     | -                              | -                              | -                              | 24    | 1     |
| 2015-2016             | Montpellier HSC       | Division 1            | 18          | 0           | 6                     | 0                     | -                              | -                              | -                              | 24    | 0     |
| 2016-2017             | Montpellier HSC       | Division 1            | 21          | 0           | 3                     | 0                     | -                              | -                              | -                              | 24    | 0     |
| 2017-2018             | Montpellier HSC       | Division 1            | 18          | 0           | 4                     | 0                     | C1                             | 6                              | 0                              | 28    | 0     |
| 2018-2019             | Montpellier HSC       | Division 1            | 22          | 3           | 1                     | 0                     | -                              | -                              | -                              | 23    | 3     |
| 2019-2020             | Montpellier HSC       | Division 1            | 13          | 0           | 2                     | 0                     | -                              | -                              | -                              | 15    | 0     |
| 2020-2021             | Montpellier HSC       | Division 1            | 18          | 0           | 1                     | 0                     | -                              | -                              | -                              | 19    | 0     |
| 2021-2022             | Montpellier HSC       | Division 1            | 20          | 0           | 3                     | 0                     | -                              | -                              | -                              | 23    | 0     |
| 2022-2023             | Montpellier HSC       | Division 1            | 21          | 1           | 2                     | 0                     | -                              | -                              | -                              | 23    | 1     |
| 2023-2024             | Montpellier HSC       | Division 1            | 20          | 2           | 1                     | 0                     | -                              | -                              | -                              | 21    | 2     |
| 2024-2025             | Montpellier HSC       | Division 1            | 9           | 0           | 0                     | 0                     | -                              | -                              | -                              | 9     | 0     |
| Total sur la carrière | Total sur la carrière | Total sur la carrière | 302         | 9           | 46                    | 1                     | -                              | 12                             | 0                              | 360   | 10    |